# نام تمام مردگان یحیاست
نام تمام مردگان یحیاست، رمانی نوشته عباس معروفی است.

## محتوا
«نام تمام مردگان یحیی است» رمانی است که تک‌صدایی و تک‌موضوعی نیست. یک رمان چند صدایی است ولی موضوع اصلی آن دیدار یک انسان با یکی از فرشتگان است. علت اینکه این اسم را انتخاب کردم این بود که دو تا از بچه‌های کاراکتر رمان من اسمشان یحیی است. من داستان زکریا را هم در این رمان کار کرده‌ام. وقتی زکریا در سن ۸۵ سالگی است یک ندا از خدا به او می‌رسد که ما به تو بشارت پسری به نام یحیی را می‌دهیم. او می‌گوید که خدایا من پیرم. همسر من سالخورده است و ما بچه‌دار نمی‌شویم. اما خدا می‌گوید اگر ما بخواهیم این کار را می‌کنیم. شخصیت رمان من هم همین طور است. در سن پیری بچه‌دار شده‌است. یک نوجوان در خانه دارد و قبل از آن هم هفت فرزندش را از دست داده‌است. او دائماً دغدغه جان این بچه را دارد.

## خلاصه
داور هیزم‌شکن صاحب شش فرزند به نام‌های یحیی، مسیحا، اسماعیل، ابراهیم، میکائیل و نورسا است که در طول رمان آن‌ها را از دست خواهد داد. اما در تداعی‌واره‌ای چون زکریای پیامبر در شصت و شش سالگی و بعد از اینکه از آخرین داغ فرزندشان هفت سال گذشته است صاحب فرزندی به نام مندل می‌شود. مرگ داور، زندگی مندل... مابقی ماجرای رمان است. در این بین باید اشاره کرد که روایت رمان در خواب مندل رخ می‌دهد که همانند اصحاب کهف در زیر بهمن به خواب رفته‌است و در دوران معاصر بیدار می‌شود.

## نظرات
در این کتاب عباس معروفی در کنار شخصیت‌های جدید رمان، مجموعه ای از شخصیت‌های قبلی داستان‌های خود را بااشاراتی مستقیم به داستان‌ها و حکایت‌های ادبیات ایران و جهان در یک کولاژ داستانی قرار می دهد. کتاب پر از جملات ماندگار و فراموش نشدنی است. به نظر معروفی در پی ساختن اسطوره‌هایی مدرن است اما بیشتر به ساخت یک افسانه‌ی مدرن می‌رسد. در خود کتاب آمده است: «داستان زندگی اینها قصه نبود. نه. شاید اسطوره بود که همه‌ی آدم‌ها را به یک نظر واحد برساند. ولی نه. اسطوره هم نبود. افسانه بود؛افسانه ای که به واقعیت شباهت داشت.»